# 崔覲
崔觐（?—?），唐朝官员，梁州城固县（今陕西省城固县）人。
崔觐作为儒生，不喜为官，以耕稼为业。年老无子，以田宅家财分给奴婢，令各为生业。崔觐夫妻遂隐居于城固南山，不问家事。让奴婢们经过他家的时候，供给酒食而已。夫妇林泉相对，以啸咏自娱。山南西道节度使郑余庆敬佩他的德行，征辟为节度参谋，但是他没有为官的方略，郑余庆于是以长者优容他。唐文宗太和八年（834年），他的同乡左补阙王直方上疏论事，被文宗在便殿召见。王直方与崔觐城固山为邻，当日推荐崔觐有高行，文宗下诏以起居郎征召他。崔觐托病不至，在山中去世。